# Nicolas Slonimsky
Nicolas Slonimsky (Nikolaj Leonidovič Slonimski), rusko ameriški skladatelj, dirigent, glasbeni kritik in teoretik, * 27. april 1894, Sankt Peterburg, † 25. december 1995, Los Angeles.
Slonimsky je leta 1923 emigriral v ZDA. Leta 1958 je postal vodja projekta Baker's Dictionary of Music & Musicians, na katerem je deloval do leta 1992. Komponiral je od leta 1900, sicer pa je raziskal skoraj vse anale pomembnih koncertnih dogodkov od Beethovnovega časa dalje, ko je urejal The Lexicon of Musical Invective, kompilaciji najbolj negativnih glasbenih kritik. Napisal je več knjig, med drugimi avtobiografijo z naslovom Perfect Pitch, Thesaurus Of Scales And Melodic Patterns (ISBN 0-8256-1449-X), veliko število esejev, razprav itd. Kot dirigent je krstno predstavil različna dela avantgardnih skladateljev 20. stoletja; Varesejeve Ionizacije za 13 tolkalistov (1933), Ivesovo skladbo Three Places in New England (1931)
Umrl je v starosti stoenega leta.